# پرفشار استرالیا
پرفشار استرالیا (انگلیسی: Australian High) که پشته جنب‌حاره‌ای استرالیا نیز نامیده می‌شود، یک مرکز پرفشار یا واچرخند جنب‌حاره‌ای بزرگ و نیمه‌دائمی است که در محدوده میان خلیج بزرگ استرالیا در جنوب تا قلمرو شمالی در شمال استرالیا نوسان می‌کند. پرفشار استرالیا معمولاً بسته به فصل بین عرض‌های جغرافیایی ۲۵ تا ۴۰ درجه جنوبی قرار دارد.
پرفشار استرالیا در تابستان معمولاً بر روی جنوب استرالیا قرار دارد که به‌نام پرفشار خلیج استرالیا نیز شناخته می‌شود و به‌طور کلی باعث هوای خشک در جنوب استرالیا و مناطق نزدیک به آن می‌شود. در زمستان، این مرکز پرفشار معمولاً به‌سمت شمال جابه‌جا شده و در نتیجه به جبهه‌های سرد و مراکز کم‌فشار اجازه می‌دهد تا از خلیج بزرگ استرالیا جابه‌جا شده و بارندگی را به اکثر نقاط جنوب استرالیا بیاورند. پرفشار استرالیا بخشی از سامانه پشته جنب‌حاره‌ای است و عامل خشک و نیمه‌خشک بودن بخش‌های بزرگی از استرالیا به‌شمار می‌رود.